# اسپیریتوالیسم (عقاید)
اسپیریتوالیسم (به انگلیسی: spiritualism)، باوری متافیزیکی مبنی بر این است که جهان از دو جوهر بنیادین ساخته شده‌است، ماده و روح. این تقسیم‌بندی بسیار وسیع متافیزیکی سپس به اشکال بیشتر و گوناگون کوچک‌تری تقسیم شده و هر کدام جزئیات بیشتری در مورد مفاهیم روحی مانند جان، زندگی پس از مرگ، ارواح مردگان، ایزدان و واسطه روحی را شامل می‌شود؛ همچنین جزئیات در مورد ماهیت ارتباط میان روح و ماده. اسپیریتوالیسم هم‌چنین به فلسفه، آموزه‌ها یا دینی گفته می‌شود که متمرکز بر ابعاد روحی هستی است.
اسپیریتوالیسم هم‌چنین اصطلاحی است که معمولاً برای اشاره به روش‌ها یا باورهای گوناگون سایکیک یا فراهنجار که در طول تاریخ بشریت و در فرهنگ‌های گوناگون ثبت شده به‌کار می‌رود.
سنت‌های روح باوری عمیقاً در شمن‌باوری ظاهر شده و احتمالاً یکی از کهن‌ترین شکل ادیان می‌باشند. باور به واسطه روحی شکل مدرنی از شمن‌باوری بوده و چنین ایده‌هایی بسیار شبیه ایده‌هایی هستند که ادوارد بارنت تایلور در نظریه زنده‌انگاری خود توسعه داده که طبق آن جهان‌های موازی با جهان ما وجود دارد اما برای ما غیرقابل رؤیت بوده و ذهن ما قادر به دسترسی به آن‌ها نیست. سایکیک ظاهراً یکی از اتصال دهندگان میان این جهان‌ها است. سایکیک به کسی گفته می‌شود که حس استثنائی علوم خفیه به وی ارزانی شده باشد و رؤیاها و مکاشفات را تجربه می‌کند. برخی نویسندگان تصریح نموده‌اند که تنها معدودی این ظرفیت را دارند.

## تعاریف
اسپیریتوالیسم عقیده‌ای است که طبق آن ارواح قادر هستند از طریق یک واسطه روحی با موجودات زنده ارتباط برقرار نمایند. اولین کاربرد ثبت شده این کلمه در ۱۷۹۶ بوده و توسط روح‌گرای برجسته قرن هجدهم میلادی امانوئل سویدنبرگ به‌کار برده شده‌است. اصطلاح «اسپیریتوالیسم» دارای معانی مختلفی است. یک تعریف وسیع کاربردی این اصطلاح عبارت از یک باور چند پهلو به یک جزء اساسی درون موجودات زنده، یک نیروی فراطبیعی یا فراهنجاری، خدایی، موجود غیرمادی–نیرو، روح– «تحرک اجسام متحرک» و …. پیروان جنبش‌های اسپیریتوالیسم باورمند هستند که ارواح مردگان دارای زندگی جاودان هستند و موجودات ذی‌شعور در دنیاهای ارواح می‌توانند با موجودات زنده ارتباط برقرار نمایند. از زمانه‌های باستان بدین‌سو، این امر عنصری از ادیان بومی سنتی بوده‌است. اسپیریتوالیسم در دنیای امروزی به یک پدیده در حال رشد مبدل گردیده و از طریق گروه‌های غیرمتعهد به اسپیریتوالیسم و بیشتر «جنبش‌های التقاط‌گرا» و در عناصری از دین ارتدکس، هرچند هنوز هم به‌عنوان یک چالش دیده می‌شود، خود را در بیشتر ادیان بومی سنتی نمایان نموده‌است.
هم‌چنین بسیاری از منابع مرجع اصطلاح روح‌گرایی (spiritism) را مترادف با اصطلاح اسپیریتوالیسم (spiritualism) به‌کار می‌برند، در حالی‌که معنی دقیق‌تر روح‌گرایی عبارت از «روح‌گرایی کاردسیست» است. این باور که ارواح می‌توانند از طریق یک واسطه روحی با زندگان ارتباط برقرار نمایند در قلب باورهای پیروان این عقیده قرار دارد.
این کلمه هم‌چنین در حوزه‌های مختلف آکادمیایی دارای معانی مشخص می‌باشد، به موارد ذیل بنگرید.

## کاربرد
spiritualism در زبان انگلیسی دارای معانی ذیل است:
1. (دین) عقیده بر این‌که مردم می‌توانند با مرده‌ها ارتباط برقرار نمایند و اصول و تعالیم مردمی که این عقیده را دارند.
2. (فلسفه) آموزه‌های فلسفی یا باورهای دینی که تأکید می‌نماید ارواح و جان‌ها وجود دارد یا اینکه این حقیقت ذهنی است نه مادی.
3. (متافیزیک) تعالیم گوناگونی که می‌گویند واقعیت غائی عبارت از روح یا ذهن است.[۱۲]

1. (اخلاقیات) این نقطه نظر که دغدغه‌های روحی مهم‌تر از دغدغه‌های دنیوی است (نوعی از ایده‌آلیسم یا ریاضت‌طلبی که در مخالفت با سکولاریسم قرار دارد).

1. (معرفت‌شناسی) اصطلاحی دیگر برای عرفان.
2. (هنر)، «اسپیریتوالیسم مجرد»، اصطلاحی که برای نخستین بار توسط جیرارد تمپیست دوست سوررئالیست معروف جورجو د کیریکو در دهه ۱۹۵۰ به‌کار رفت تا «افق چشمِ ذهن» خود را توصیف کند. یک مضمون مکرر که در ۱۹۵۳ آغاز گردید و تا دهه ۱۹۹۰ میلادی ادامه یافت.[۱۳]

## عقاید

### اسپیریتوالیسم مدرن
«اسپیریتوالیسم مدرن» یا «اسپیریتوالیسم مدرن آمریکایی» برای اشاره به یک جنبش دینی آمریکایی-انگلیسی به‌کار می‌رود که از دهه ۱۸۴۰ تا دهه ۱۹۲۰ میلادی، عصر طلایی آن بوده که تا امروز نیز ادامه دارد.

#### انجمن ملی کلیساهای روحانی‌گرا
نهُ اصل انجمن ملی کلیساهای ارواح‌گرای ایالات متحده آمریکا عبارت اند از؛
1. ما به هوشمندی جاودان معتقدیم.
2. ما باور داریم که پدیده‌های طبیعت چه فیزیکی و چه روحی از تجلیات هوشمندی جاودان اند.
3. ما اذعان داریم که درک درست چنین تجلیات و زندگی مطابق با آن، دین حقیقی را تشکیل می‌دهد.
4. ما اذعان داریم که وجود و هویت شخصی یک فرد بعد از تغییری که مرگ نامیده می‌شود ادامه می‌آبد.
5. ما اذعان داریم که برقراری ارتباط با آنچه مرده نامیده می‌شود یک حقیقت بوده و از نظر علمی توسط پدیدارهای اسپیریتوالیسم ثابت شده‌است.
6. ما باور داریم که والاترین اخلاق در این قاعده طلایی گنجانده شده‌است: «با دیگران چنان رفتار کن که دوست داری با تو رفتار کنند».
7. ما مسئولیت اخلاقی هر فرد را اذعان می‌کنیم و این‌که ما خود با پیروی یا عدم پیروی از قوانین فیزیکی یا روحی طبیعت خوشنودی یا ناخشنودی خود را رقم می‌زنیم.
8. ما اذعان می‌نماییم که درب اصلاح هرگز بر هیچ روحی در این جهان یا جهان بعدی بسته نمی‌شود.
9. ما اذعان می‌نماییم که قواعد «ملکوتی بودن پیش‌گویی و شفابخشی» ویژگی‌هایی هستند که از طریق واسطه‌گری روح ثابت شده‌اند.

### اسپیریتوالیسم مسیحی

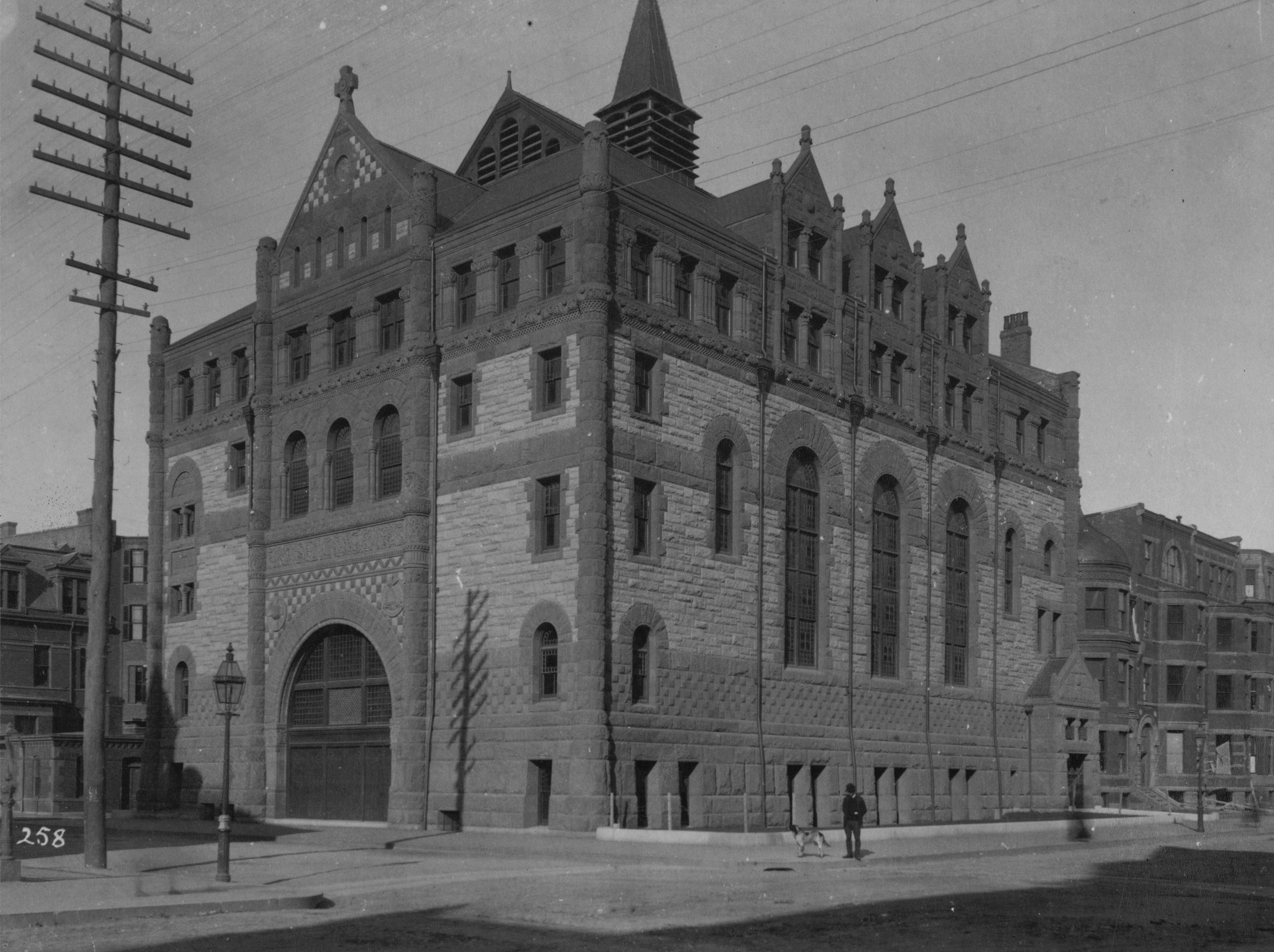
معبد اسپیریتوال اول، بوستون، ماساچوست، چاپ آلبومینی، حدود ۱۸۸۵–۱۸۹۵ میلادی

اسپیریتوالیسم به اعمال مسیحیت اولیه نسبت داده شده و حالا به شکل جدیدی که از آن که به «اسپیریتوالیسم مسیحی» یاد می‌گردد توسعه یافته، مثلاً «نخستین معبد روحی» که هنوز فعال است در ۱۸۸۳ میلادی در ایالات متحده آمریکا بنیان‌گذاری شد و لیگ بزرگ‌تر ارواح‌گرایی مسیحی جهان (که بعداً به انجمن بزرگ‌تر اسپیریتوالیسم مسیحی جهان مبدل شد) در ۱۹۳۱ در انگلستان تأسیس گردید.
پیشروترین فرد در جنبش‌های به‌سوی اسپیریتوالیسم مسیحی در انگلستان، یکی از پیشتازان جنبش اسپیریتوالیسم، مدیوم و کشیش «ویلیام استینتون موسز» بود. وی یکی از اعضای انجمن ملی ارواح‌گراهای بریتانیا (BNAS)‏ و قائم مقام «جامعه پژوهش سایکیک» و «ائتلاف ارواح‌گرایی لندن» را تأسیس نمود که چندی بعد مبدل به «کالج مطالعات سایکیک» شد.
فرقه‌های معاصر ارواح‌گرایی مسیحی شامل فرقه‌های می‌شود که عضو «جنبش کلیسای روحی آمریکا» که توسط «لیفی اندرسون» بنیان‌گذاری شد، مانند «کلیساهای روحی کلان‌شهری مسیح» که در سال ۱۹۲۵ میلادی تأسیس شد، «مجامع جهانی پنتیکاستل روحی مسیح» که در سال ۱۹۳۸ تأسیس گردیده و شعار آن «پنتیکاستل از تولد، روحی در سبک زندگی، حواری برحسب تجربه و مسیحی برحسب تقاضا. یک کلیسای روحی… استوار بر بنیان روحی… در حال قدم زدن در فرا طبیعی …»‏ و «کلیسای جهانی روحی هاگار» که در دهه ۱۹۲۰ میلادی تأسیس گردید.

### فرانسهٔ قبل از ۱۸۴۸
اسپیریتوالیسم فرانسوی، بیشتر به‌عنوان اسپریتیسم معروف است، در سراسر فرانسه و کشورهای آمریکای لاتین مشهور می‌باشد. نخستین پژوهشگر و نویسنده آن آلن کاردک است.
عقاید اسپیریتوالیسم هرازگاهی در ادبیات اولیه «مغناطیسی» های فرانسوی یافت می‌گردد. «ام. تاردی دی مونتراول» در همان اوایل ۱۷۸۷ نوشت که، روحِ «خواب گرد» در حالت خواب واره از بدنش آزاد شد و قادر بود با سایر ارواح ارتباط برقرار کند. «جی.پی. بیلوت» و «جی.پی.اف. دیلیوز» جلسات احضار روح را در دهه ۱۸۲۰ میلادی ثبت و مستند نمودند.
از جمله ارواح‌گراهای اولیه فرانسوی، «الفونسی کاهاگنیت» ، ناشر پیام‌های روحی مانند «Arcanes de la vie future devoiles» در ۱۸۴۸ میلادی یکی از موارد نخستین آن است. کاهاگنیت که با آموزه‌های امانوئل سویدنبرگ آشنا شده بود و از غیب‌گویان آلمانی هم عصر خود متاثرنیز بود، در آن روزهای پاریس به تنهایی ایستاد و متعلق به هیچ مکتبی نبود. با ظهور اسپیریتوالیسم مدرن در ایالات متحده، کاهاگنیت ممکن خوانندگان چندی پیدا کرد، اما مستندهای از کارهای او با واسط روحی به نام «ادله مگینوت» زمانی از جملهٔ تحسین بر انگیزترین و معتبرترین اسنادی بود که موارد اولیه اسپیریتوالیسم بر آن متکی بود.

### اسپیریتوالیسم آمریکایی بومی
بازنمایی‌هایی از تصاویر امریکایی‌های بومی، نقش قابل توجهی در اسپیریتوالیسم قرن نوزدهم و بیستم میلادی ایفا نموده‌اند، هرچند بومی‌ها و سنت‌های آنان در واقعیت رنج‌های بسیاری را تحت تأثیرات کلیساهای مسیحی رقیب متحمل شده‌اند. از ۱۹۷۰ بدین‌سو شماری از افراد ادعای دروغین فروش اسپیریتوالیسم آمریکایی بومی را نمودند، که بعضاً بنام «اسپیریتوالیسم هندی و آمریکایی» یاد می‌گردد. گسترش این باورها با تعدادی از حقه‌های ادبی که توسط افراد غیر هندی مانند کارلوس کاستاندا و «جاماکه هایواتر» صورت گرفت، آغاز گردید. چندین آمریکایی بومی نیز سعی نمودند تا از علاقه که به اسپیریتوالیسم آمریکایی بومی وجود دارد سوءاستفاده نمایند، آن‌ها نسخه‌های تحریف شده از روش‌ها و دانش روحی بومی را نوشتند تا در بازار به‌فروش برسانند. این وضعیت از جانب پژوهشگران موجه هندی و فعالانی چون جنبش سرخپوستان ایالات متحده آمریکا، «بقای سرخپوستان آمریکایی» و «گیرالد ویکنسن» فقید، رئیس «انجمن ملی جوانان سرخپوست» مورد یورش قرار گرفته‌است.

### جزایر کارائیب
اسپیریتوالیسم در کارائیب به دلیل تماسی که با سایر ساختارهای دینی داشتند، مسیرهای مختلف بیانی را انتخاب نمودند؛ مثلاً در مناطق شهرنشین ارواح‌گراها از سواد بالایی برخوردار بودند و این توانایی را داشتند تا مفاهیم نویسندگان خارجی را به‌خوبی درک کنند. اما در مناطق روستانشین، بیسوادی شایع بود و پیروان اسپیریتوالیسم دارای عقاید و روش‌های گوناگونی بودند.
به‌عنوان مثال در کوبا دو شاخه بنیادین روح‌گرایی وجود دارد:
- روح‌گرایی لا میسا بلانکا:[ل] بسیار استعماری است، به این معنی که تأثیرات اروپایی کاملاً مشهود است. کاتولیک‌گرایی، بومی و آفریقایی باهم آمیخته شده و یک سیستم عقیده مختلط را شکل می‌دهند. مشخصه این شاخه استفاده از لا میسا بلنکا یا «میز سفید» می‌باشد.
- روح‌گرایی اگنوگون:[م] دارای ریشه‌های قوی کنگو-بانتو است. عناصری از لوکومی/ «ریگلا دی اوچا»[ن] نیز مشهود است. این نوع رسم که ویژگی آن، استفاده از قرائت و رقص (که توسط مدیوم‌ها انجام می‌شود) در یک خط یا حلقه با نغمه‌های آهنگ‌ها، سرود مذهبی و استدعاها که در نهایت منتهی به حالت خواب-واره یا تصاحب توسط روح می‌گردد، است بیشتر در مناطق روستا نشین و استان سانتیاگو دیده می‌شود.

اسپیریتوالیسم «لا میسا بلانکا» نوعی از روح‌گرایی است که راه خود را به ایالت متحده باز نمود. نوع خدمت قدیمی «اگونگون» پیشرفت چندانی در سرزمین اصلی نداشته‌است. احضار روح در فرهنگ‌های لاتین بنام مایساس یاد می‌گردد. سانتریا، یا صحیح‌تر، «لا ریگلا لوکومی» (آن‌گونه که به آن در کوبا یوروبا گفته می‌شد) به نسبت جادویش برمبنای دانش ارواح و چگونگی برقراری ارتباط با آن‌ها مشهور است.

### آمریکای جنوبی
تعریف‌های تصاحب ارواح، برقراری ارتباط و واسطه‌گری روح در فرقه برزیلی با آنچه ظاهراً نظر جمعی است و قوم‌نگارهای تصاحب روح در سراسر دنیا تشریح می‌نمایند هم‌خوانی دارد. تشریح‌های متعددی برای این وجود دارد که زمانی فردی تصاحب می‌شود که چه اتفاقی رخ می‌دهد. روش‌های که توسط برده‌های آفریقایی از آفریقای غربی آورده شده‌اند با سنت بومی آمریکای جنوبی مخلوط گردید تا یک سنت جدید ایجاد گردد. در جریان سرکوبی «کولتو اومولوکو» یا «اومباندا» توسط کلیسای کاتولیک رومی یک دوره التقاط‌گرایی آغاز شد، تصاویری از مقدسات در کلیساها گذاشته شد و یک چهره جدید به سرکوب کنندگان داد که پشت آن آفریقایی‌ها، خداها و اجداد خود را عبادت می‌کردند. این فرایند ادغام با معرفی روح‌گرایی کاردسیست ادامه یافت و ارواح‌گرایان را نیز شامل می‌شود.
| آفریقایی | برزیلی            | منشأ             | خط/سنت                |
| -------- | ----------------- | ---------------- | --------------------- |
| اوریشا   |                   | یاروبا           | «کندومبلی ناگو»       |
| ودون     |                   | داهومی           | کاندومبلی ججه         |
|          | ودونسو، انکانتادو | اروپا، خاورمیانه | مینا                  |
|          | کابوکلوی بومی     | آمازونی          | مینا، التیام و مشاوره |
|          | ارواح حیوانی      | بومی آمازون      | علاج یافتن            |

از: «واسطه‌های روح، کاوری‌ها و مکالمات با خدایان: چندین نوع از روش‌های طالع‌بینی در سنت‌های دینی آفریقایی-برزیلی را نشان می‌دهد.»‏
در پورتوریکو واسطه‌های روحی کارهای روح‌گرایی را انجام می‌دهند و در کوبا روش‌های ارواح‌گرایی مختلط که مشابه با سانتریا است بنام سنترفا یاد می‌گردد و حدود پنج میلیون پیرو اسپانیایی-آمریکایی دارد.

### هندوستان
اسپیریتوالیسم در هندوستان نیز هم به‌گونه مدرن و هم به‌گونه باستانی رایج است و شامل برقراری تماس با ارواح، دانش و خِرد اجداد می‌باشد، کسانی که سپس برای نسل‌ها پرستش می‌شوند.